# Padilla ambigua
Padilla ambigua är en spindelart som beskrevs av Ledoux 2007. Padilla ambigua ingår i släktet Padilla och familjen hoppspindlar. Inga underarter finns listade i Catalogue of Life.